# Пулу

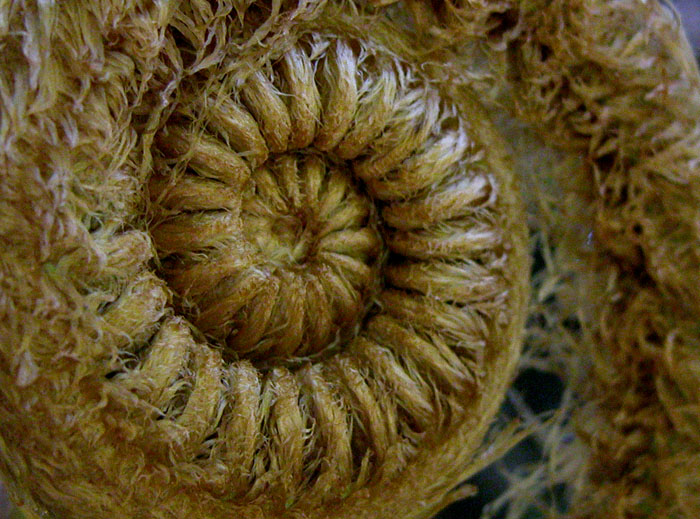
Молодые вайи Cibotium glaucum

Пулу — шелковистый материал, получаемый из волокон Hapuʻu pulu (Cibotium glaucum), древесного гавайского папоротника. Изготовляется из размотанных коричневых волосков, которые покрывают молодые вайи (зачатки листьев).

## Использование в древности
С древности на Гавайях, пулу (что на гавайском языке означает «влажный») использовался для бальзамирования умерших. Женщины использовали пулу в качестве абсорбента во время менструального цикла. Эти дни гавайки проводили в изоляции в доме, называемом Hale peʻa или «менструальный дом». Мужчинам настоятельно не рекомендовалось вступать на территорию этого дома строгим социальным обычаем, известным как капу (табу).
Гавайцы делили растения папоротника на два пола: мужские и женские. У мужских папоротников был жесткий пулу, и у женских — мягкий. Загрязнённый пулу закапывался возле «менструального дома».

## Промышленное использование
В течение XIX столетия пулу пользовался коммерческим интересом: его собирали, сушили, и экспортировали в Калифорнию как материал для набивки подушек и матрасов. Каменные сооружения в национальном парке «Хавайи-Волкейнос» известны как «Старая фабрика пулу»; здесь было место для сушки и упаковки пулу. В упадок отрасль привело открытие, что пулу ломается и крошится в пыль уже через несколько лет эксплуатации. Также сбор пулу приводил к сокращению популяции медленно растущих папоротников, что ставило промышленность в крайне уязвимое положение. Производство было закрыто в 1880-х годах.